# Ximena Zorrilla
Ximena Zorrilla (* 2. November 2000) ist eine peruanische Leichtathletin, die sich auf den Hammerwurf spezialisiert hat und in dieser Disziplin aktuell Inhaberin des Landesrekordes ist.

## Sportliche Laufbahn
Erste internationale Erfahrungen sammelte Ximena Zorrilla im Jahr 2016, als sie bei den U18-Südamerikameisterschaften in Concordia mit einer Weite von 60,65 m mit dem 3-kg-Hammer die Silbermedaille gewann. Im Jahr darauf erreichte sie bei den U18-Weltmeisterschaften in Nairobi mit 60,72 m Rang zehn und anschließend belegte sie bei den U20-Panamerikameisterschaften in Trujillo mit 53,93 m den siebten Platz. 2018 schied sie bei den U20-Weltmeisterschaften in Tampere mit 56,55 m in der Qualifikation aus und wurde anschließend bei den Ibero-Amerikanischen Meisterschaften in Trujillo mit 56,78 m Siebte, ehe sie bei den U23-Südamerikameisterschaften in Cuenca mit 61,84 m die Silbermedaille hinter der Kolumbianerin Mayra Gaviria gewann. Im Jahr darauf klassierte sie sich bei den Südamerikameisterschaften in Lima mit 57,21 m auf dem achten Platz und siegte anschließend mit einer Weite von 59,19 m bei den U20-Südamerikameisterschaften in Cali. Bei den U20-Panamerikameisterschaften in San José belegte sie mit 57,04 m den sechsten Platz und anschließend erreichte sie bei den Panamerikanischen Spielen in Lima mit 59,37 m Rang zwölf. 2021 wurde sie dann bei den Südamerikameisterschaften in Guayaquil mit 62,34 m Vierte und stellte zuvor mit 63,87 m einen Landesrekord auf. Mitte Oktober gewann sie dann bei den U23-Südamerikameisterschaften in Guayaquil mit 60,57 m die Silbermedaille hinter der Kolumbianerin Carolina Ulloa und Anfang Dezember gelangte sie bei den erstmals ausgetragenen Panamerikanischen Juniorenspielen in Cali mit 61,41 m auf Rang sechs. Im Jahr darauf gelangte sie bei den Ibero-Amerikanischen Meisterschaften in La Nucia mit 63,46 m auf den vierten Platz und anschließend siegte sie bei den Juegos Bolivarianos in Valledupar mit neuem Landesrekord von 66,96 m. Ende September gewann sie auch bei den U23-Südamerikameisterschaften in Cascavel mit 63,71 m die Goldmedaille. Kurz darauf gewann sie bei den Südamerikaspielen in Asunción mit 62,78 m die Bronzemedaille hinter der Venezolanerin Rosa Rodríguez und Mayra Gaviria aus Kolumbien.
2023 gewann sie bei den Südamerikameisterschaften in São Paulo mit 65,92 m die Bronzemedaille hinter der Venezolanerin Rosa Rodríguez und Mayra Gaviria aus Kolumbien. Zudem gelangte sie bei den Panamerikanischen Spielen in Santiago de Chile mit 59,99 m auf den achten Platz. Im Jahr darauf gewann sie bei den Ibero-Amerikanischen Meisterschaften in Cuiabá mit 68,47 m die Silbermedaille hinter der Venezolanerin Rodríguez und 2025 gewann sie bei den Südamerikameisterschaften in Mar del Plata mit 67,52 m die Silbermedaille hinter der Venezolanerin Rosa Rodríguez.
In den Jahren von 2019 bis 2024 wurde Zorilla peruanische Meisterin im Hammerwurf.